# 缅因州州徽
缅因州州徽之现行版本启用于1820年7月。